# Luleč
Luleč je obec v Jihomoravském kraji v okrese Vyškov. Žije v ní 989 obyvatel. Nachází se sedm kilometrů jihozápadně od města Vyškov na úpatí Drahanské vrchoviny, na rozhraní Hané, Litenčické pahorkatiny a Brněnské nížiny v nadmořské výšce 302 metrů. Obec je půdorysně trojúhelníková zastavěná náves s kostelem situovaným na severozápadní straně obce. Výraznou dominantou okolí je kopec s kostelem svatého Martina s křížovou cestou.

## Název
Jméno vesnice bylo odvozeno od osobního jména Lulek totožného s obecným lulek - "lilek". Význam místního jména byl "Lulkův majetek". Z nepřímých pádů (Lulče, Lulči) se vytvořil nový tvar prvního pádu Lulč používaný v písemných záznamech od nejstarších ze 14. století do roku 1924, kdy byl obnoven výchozí tvar Luleč. Zápisy od konce 14. do začátku 17. století ukazují provedení pravidelné přehlásky u > i po měkkých souhláskách (Lilč), poté byl obnoven tvar Lulč podle místního nářečí, v němž se změna neprovedla.

## Historie
Luleč patří mezi nejstarší osady na území České republiky. Byla osídlena již před 8 000 lety, což potvrzují zdejší vykopávky. V této oblasti člověk žil a lovil již v dobách 45 000 let před naším letopočtem. V roce 1975 byla ve středu města objevena unikátní hrnčířská pec z doby římské a v roce 1992 pohřební mohyla. Obcí vedla římská obchodní cesta, jež je zaměřená od Slavkova po Ruprechtov. V té době byla Luleč dobře opevněné hradisko.

### Počátky obce

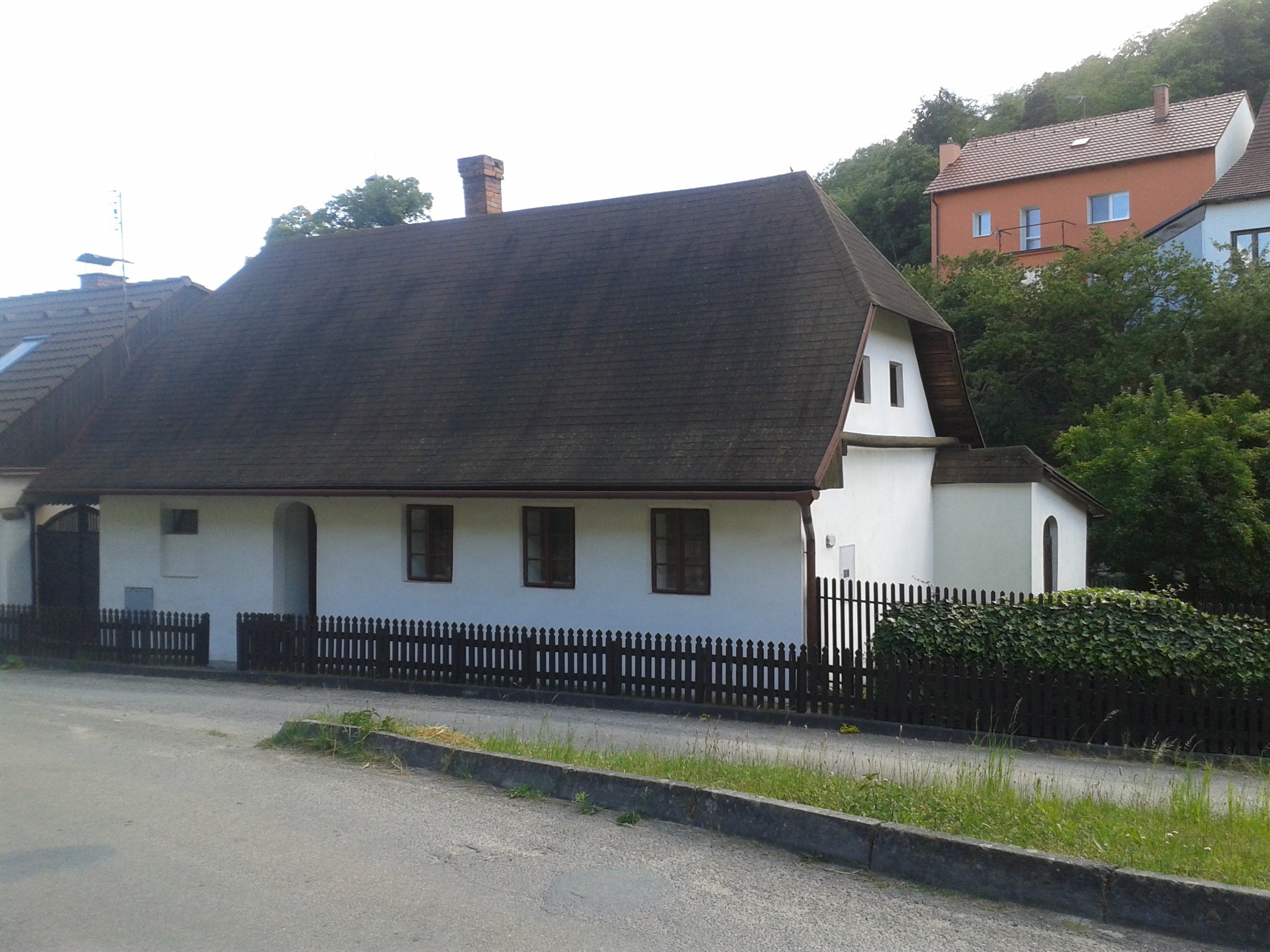
Usedlost čp. 28

První písemná zmínka o obci pochází z roku 1349, kdy se po Lulči psal člen vladyckého rodu Fridrich (Fridricus de Lulcz) a roku 1353 Výpustkovi synové Lucek a Čeněk z Lulče. Na návrší, nedaleko od kostela svatého Martina, se nachází rozvaliny lulečského hradu o kterém je první zmínka doložena z roku 1406, i když tento hrad existoval zajisté již dříve. Hrad v Lulči byl pravděpodobně zničen za česko-uherských válek, neboť ve vkladu z roku 1523 je již jmenován jako pustý. Jeho zdivo bylo použito na stavbu kostela. Rytíř Fridrich před svou smrtí v roce 1419 odkázal ves, hrad i s majetky svému synu Divovi, jenž byl manem biskupa Jana Železného. Dalším významným rytířem, jenž se psal z Lulče, byl Oldřich Skála. Byl členem družiny českých a moravských šlechticů na Kostnickém koncilu. Po smrti Divy přechází majetek na vdovu Elišku, která ves i s pustým hradem prodala Václavovi z Ludanic. Dědicem po Václavovi z Ludanic se stala jeho manželka Alena z Valdštejna.

### Novověk
V roce 1523 byl držitelem Lulče Jan Plzák ze Zdenína, jehož syn Jan Dubčanský ze Zdenína byl zakladatelem sekty bratří Habrovanských, jinak Lilečských. Byla to jediná protestantská církev v českém prostředí, která se přímo inspirovala učením Huldrycha Zwingliho. Středisko bylo v Lulči (tehdy Lilči), kde Dubčanský měl i svou tiskárnu (1530–1535). Byla přesunuta z Prostějova a tiskařem v ní byl Kašpar Aorgus Prostějovský. Tyto tisky byly označeny jako in monte liliorum (na Hoře lilií).
V roce 1645 švédské vojsko obléhalo Brno a při svém návratu z neúspěšného tažení vydrancovalo a zapálilo celou obec. Popelem tak lehlo až 70 stavení. V roce 1669 obec zakoupila hospodu, ve které byl až do roku 1993 obecní dům a obecní úřad. Farní kostel svatého Martina nad vsí byl postaven v letech 1751 až 1753. Kostel byl využíván jen v letní době, v zimě se bohoslužby konaly ve vsi v kostele svatého Isidora, jenž byl postaven v roce 1739 jako kaple svatého Gottharda. Rozšířen na kostel byl v roce 1783.

### Industrializace
Před bitvou Tří císařů u Slavkova v roce 1805 vtrhly do Lulče jízdní hlídky Napoleonovy armády, jež zde vymáhaly výpalné 250 zlatých. Uspokojilo je však jen sto zlatých a farářův kůň. Vydrancování ovšem obec neunikla, o což se postarala armáda ruských kozáků o týden později. Obec zasáhly dva velké požáry, a to 1. dubna 1832 a 25. května 1841. V roce 1832 postihla zdejší farnost epidemie cholery, při níž zemřelo 47 farníků. Za okupace zahynuli tři občané při bombardování místního nádraží, které je v obci od roku 1874 jako zastávka a od roku 1889 již jako železniční stanice. Obec byla na konci druhé světové války osvobozena sovětskými vojáky 28. dubna 1945.

## Obyvatelstvo

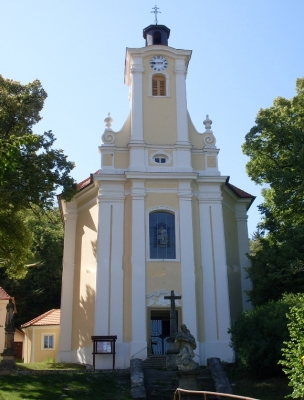
Filiální kostel svatého Isidora

### Složení obyvatel
V roce 1930 měla vesnice 1003 obyvatel české národnosti. O třicet let později v roce 1960 poklesl počet obyvatel na 990 osob, 469 mužů a 521 žen. V obci k počátku roku 2016 žilo celkem 907 obyvatel. Z nich bylo 458 mužů a 449 žen. Průměrný věk obyvatel obce dosahoval 41 let. Dle Sčítání lidu, domů a bytů, provedeného v roce 2011, žilo v obci 841 lidí. Nejvíce z nich bylo (18,9 %) obyvatel ve věku od 30 do 39 let. Děti do 14 let věku tvořily 15,6 % obyvatel a senioři nad 70 let úhrnem 6,4 %. Z celkem 710 občanů obce starších 15 let mělo vzdělání 36,6 % střední vč. vyučení (bez maturity). Počet vysokoškoláků dosahoval 13,7 % a bez vzdělání bylo naopak 0,1 % obyvatel. Z cenzu dále vyplývá, že ve městě žilo 438 ekonomicky aktivních občanů. Celkem 94,3 % z nich se řadilo mezi zaměstnané, z nichž 73,3 % patřilo mezi zaměstnance, 2,5 % k zaměstnavatelům a zbytek pracoval na vlastní účet. Oproti tomu celých 45,1 % občanů nebylo ekonomicky aktivní (to jsou například nepracující důchodci či žáci, studenti nebo učni) a zbytek svou ekonomickou aktivitu uvést nechtěl. Úhrnem 426 obyvatel obce (což je 50,7 %), se hlásilo k české národnosti. Dále 195 obyvatel bylo Moravanů a 8 Slováků. Celých 182 obyvatel obce však svou národnost neuvedlo.
| Rok            | 1869 | 1880 | 1890 | 1900 | 1910 | 1921 | 1930  | 1950 | 1961 | 1970 | 1980 | 1991 | 2001 | 2011 | 2021 |
| -------------- | ---- | ---- | ---- | ---- | ---- | ---- | ----- | ---- | ---- | ---- | ---- | ---- | ---- | ---- | ---- |
| Počet obyvatel | 931  | 939  | 966  | 930  | 969  | 890  | 1 003 | 952  | 990  | 853  | 723  | 620  | 644  | 644  | 948  |
| Počet domů     | 165  | 177  | 183  | 189  | 198  | 203  | 240   | 288  | 286  | 271  | 249  | 328  | 352  | 385  | 401  |

### Náboženský život
Obec Luleč je sídlem římskokatolické farnosti Luleč náležící do slavkovského děkanství. Farním kostelem je místní kostel svatého Martina. V těsné blízkosti filiálního kostela sv. Isidora stojí farní budova, která je dnes pastoračním střediskem římskokatolické církve. Při censu prováděném v roce 2011 se 243 obyvatel obce (29 %) označilo za věřící. Z tohoto počtu se 172 hlásilo k církvi či náboženské obci, a sice 151 obyvatel k římskokatolické církvi (18 % ze všech obyvatel obce), dále 2 k Církvi československé husitské a 1 k českobratrským evangelíkům. Úhrnem 252 obyvatel se označilo bez náboženské víry a 346 lidí odmítlo na otázku své náboženské víry odpovědět.

## Obecní správa a politika

### Zastupitelstvo a starosta
Obec je součástí Jihomoravského kraje a svou polohou náleží k okresu Vyškov. V místních volbách je voleno 15 členů obecního zastupitelstva, kteří poté ze svých řad vybírají pětičlennou obecní radu, která je ze své činnosti odpovědná celému obecnímu zastupitelstvu. Zastupitelé pak dále volí ze svého středu starostu a místostarostu. Při volbách do obecního zastupitelstva na funkční období 2006–2010 ve dnech 20. a 21. října 2006 byla v Lulči volební účast 70,22 % s následujícími výsledky (obecní radu později vytvořili zástupci NK a KDU-ČSL):
| Volby 2006                     | Počet hlasů | Počet mandátů |
| ------------------------------ | ----------- | ------------- |
| KDU-ČSL                        | 2 694       | 7             |
| Sdružení nezávislých Kandidátů | 2 781       | 8             |

Starostou tak byl zvolen pro funkční období 2006–2010 Josef Vlach ze Sdružení nezávislých Kandidátů a místostarostou Jaromír Zbořil z KDU-ČSL. V letech 2010 až 2014 byl starostou Petr Halas. Na ustavujícím zasedání zastupitelstva v listopadu 2014 byl do této funkce zvolen Adam Majchrák. Prioritou obce v následujícím období bude podle něj kanalizace.

### Znak a vlajka
Obecní znak a prapor byl Lulči udělen usnesením poslanecké sněmovny dne 12. ledna 1996. Popis znaku zní: V modrém štítě stříbrné uťaté zbrojné rámě s mečem, v pravém horním rohu zlatá lilie. Popis vlajky zní:  Šikmo dělený modrobílý list. V modrém poli žlutá lilie. Poměr šířky k délce listu je 2:3.

## Doprava
Územím obce prochází dálnice D1 a silnice II/430 v úseku Rousínov–Vyškov.
Dále zde vedou silnice III. třídy:
- III/37926 Drnovice – Luleč – Nemojany
- III/4314 Luleč – Rostěnice

Železniční stanice Luleč na trati Brno–Přerov se nachází v katastrálním území Nemojany.

## Pamětihodnosti

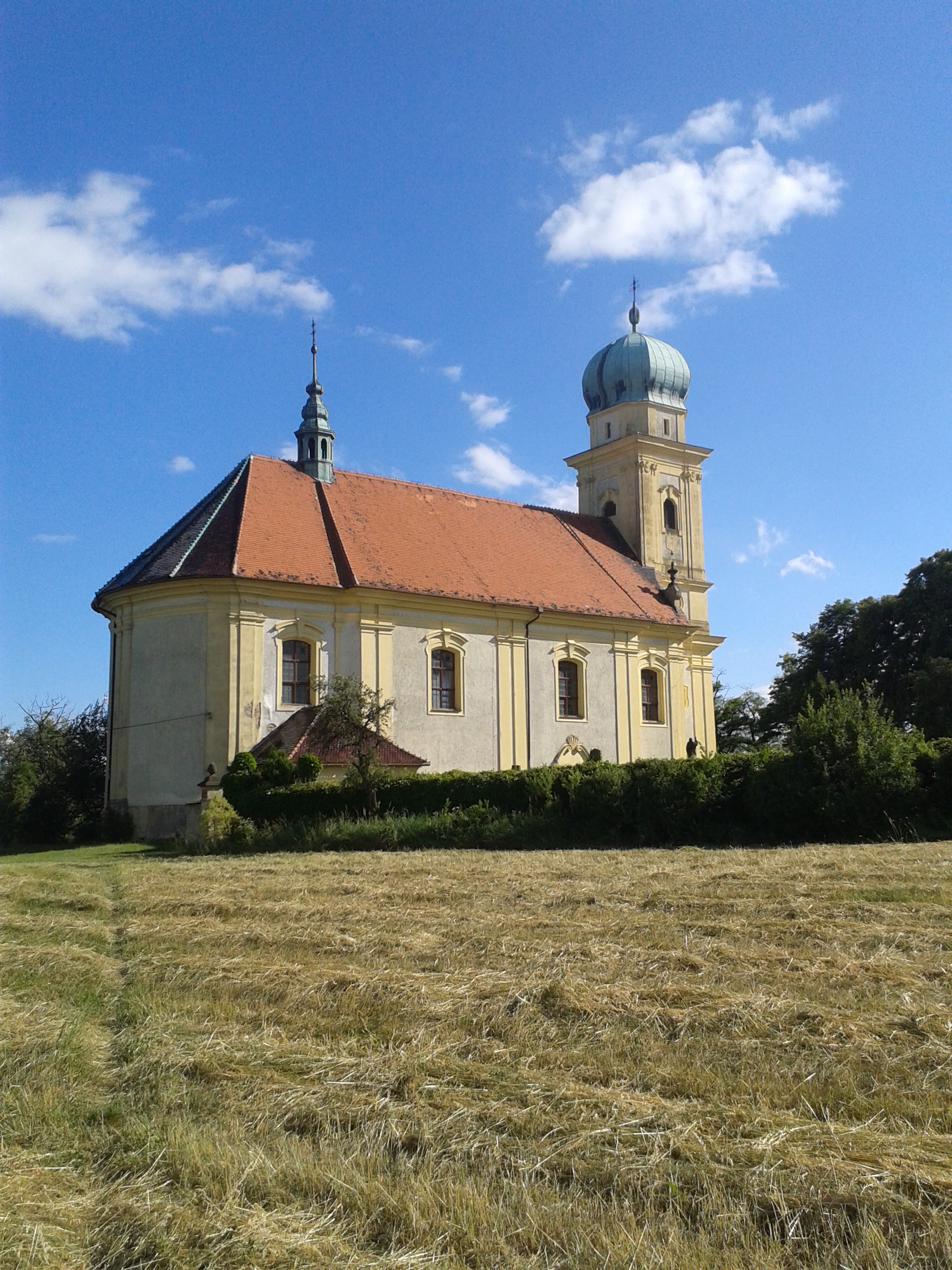
Kostel svatého Martina

- Filiální kostel svatého Isidora – je barokním kostelem z roku 1739 postavený na základech kaple sv. Gottharda.
- Farní kostel svatého Martina se nachází na tzv. Liliové hoře. Stojí na zbytcích středověkého hradu a bývalého kostelíka, ještě dříve však byl kopec pravěkým hradiskem – byl opakovaně osídlen a opevněn již v pravěkých obdobích eneolitu, doby bronzové a kultury popelnicových polí). Kostel na tomto poutním místě nechal postavit v roce 1715 na vlastní náklady farář Martin Dvořanský.[16]
- Fara pod kostelem sv. Isidora
- Socha sv. Jana Nepomuckého před kostelem sv. Isidora
- Kamenný kříž z roku 1771 před kostelem sv. Isidora
- Hradisko a tvrziště Starý zámek mezi kostelem svatého Martina a roklí
- Dům čp. 28, venkovská usedlost
- Křížová cesta ke kostelu svatého Martina
- Zvonička na návsi
- Koupaliště U Libuše

## Osobnosti
- Josef Tvrdý (1877–1942), český filozof
- Marie Kovářová (1927–2023), gymnastka (účastnice olympijských her 1948 v Londýně)
- Jan Bedřich Krajs (1908–1978), profesor na pražské Státní konzervatoři, varhanní virtuos

## Region

### Mikroregion Drahanská vrchovina
Svazek obcí mikroregionu Drahanská vrchovina byl zaregistrován již v roce 2000 a od roku 2003 jej tvoří celkem 12 obcí: Drnovice, Habrovany, Ježkovice, Krásensko, Luleč, Nemojany, Nové Sady, Olšany, Podomí, Račice-Pístovice, Ruprechtov a Studnice.
Předmětem činnosti tohoto svazku obcí je vzájemná pomoc při řešení samosprávných, kulturních, environmentálních i hospodářských problémů a získávání finančních prostředků na podporu cestovního ruchu a projektů v regionu. Sídlem svazku obcí byl ustanoven Obecní úřad v Lulči. Nejvyšším orgánem svazku obcí je valná hromada, kterou tvoří statutární zástupci obcí svazku. Svazek obcí Drahanská vrchovina vstoupil dne 22. června 2006 do Národní sítě zdravých měst.